# Angerja oja
Angerja oja är ett vattendrag i Estland. Det ligger i den centrala delen av landet, 23 km sydost om huvudstaden Tallinn.